# Weir (Kansas)
Weir es una ciudad ubicada en el condado de Cherokee el estado estadounidense de Kansas. En el año 2010 tenía una población de 686 habitantes y una densidad poblacional de 254,07 personas por km².

## Geografía
Weir se encuentra ubicada en las coordenadas 37°18′32″N 94°46′27″O / 37.30889, -94.77417 (37.308768, -94.774289).

## Demografía
Según la Oficina del Censo en 2000 los ingresos medios por hogar en la localidad eran de $27,054 y los ingresos medios por familia eran $35,476. Los hombres tenían unos ingresos medios de $26,406 frente a los $21,518 para las mujeres. La renta per cápita para la localidad era de $16,561. Alrededor del 13.2% de la población estaban por debajo del umbral de pobreza.